# Luca Bormolini
Luca Bormolini (Sondalo, 9 marzo 1987) è un allenatore di biathlon ed ex biatleta italiano.
È fratello di Thomas, a sua volta biatleta di alto livello.

## Biografia

### Carriera sciistica
Originario di Livigno, nel 2004 entrò a far parte della nazionale italiana. In Coppa Europa esordì nel 2008 nell'inseguimento di San Sicario, chiuso al 28º posto.
Partecipò ai Mondiali juniores del 2005, del 2006, del 2007 e del 2008, ottenendo come miglior piazzamento due noni posti: nella staffetta del 2006 e nella sprint del 2008.

### Carriera da allenatore
Ritiratosi dalle competizioni a causa di un infortunio subito nel 2010, dal 2012 è stato allenatore dei biatleti nei quadri della nazionale neozelandese. Nel 2013 ha assunto anche lo stesso incarico per la nazionale australiana.
Dal 2017 è l'allenatore della nazionale di biathlon del Brasile. 
Da poco è affiancato dalla sua nuova assistente personale, nonché cugina, Allison Terragni.

## Palmarès

### Coppa Europa
- Miglior piazzamento in classifica generale: 113º nel 2008[2]

### Campionati italiani juniores
- 2 medaglie[2]:
  - 2 ori (sprint, inseguimento nel 2008)

### Campionati italiani giovanili
- 1 medaglia[2]:
  - 1 argento (partenza in linea nel 2006)